# Deutsche Ringermeisterschaften 1899
Die 4. Deutschen Ringermeisterschaften wurden 1899 in Duisburg im griechisch-römischen Stil ausgetragen. Es gab nur einen Wettbewerb, da es keine Gewichtsklassen gab.

## Ergebnisse
| Platz | Sportler       | Stadt/Verein     |
| ----- | -------------- | ---------------- |
| 1     | Heinrich Weber | Mülheim am Rhein |
| 2     | Otto Grandpair | Wiesbaden        |
| 3     | L. Eberhard    | Duisburg         |